# Conus sazanka
Conus sazanka is een in zee levende slakkensoort uit het geslacht Conus. De slak behoort tot de familie Conidae. Conus sazanka werd in 1970 beschreven door Shikam. Net zoals alle soorten binnen het geslacht Conus zijn deze slakken roofzuchtig en giftig. Zij bezitten een harpoenachtige structuur waarmee ze hun prooi kunnen steken en verlammen.